# 쩐 태종
쩐 태종(베트남어: Trần Thái Tông / 陳太宗, 1218년 7월 10일(음력 6월 16일) ~ 1277년 5월 5일(음력 4월 1일))은 베트남 쩐 왕조의 초대 황제(재위 : 1225년 ~ 1258년)이다. 쩐 왕조의 실질적인 창시자인 진수도의 조카이다. 휘는 쩐까인(베트남어: Trần Cảnh / 陳煚 진경)이며, 재위 전 본명은 쩐보(베트남어: Trần Bồ / 陳蒲 진포)이다. 중국 기록에서는 진일경((陳日煚), 진광병(陳光昺) 등으로 기록되어있다. 칭호는 선황(Thiện Hoàng/善皇) 또는 문황(Văn Hoàng/文皇)이다. 절일은 건녕절(乾寧節)이다.

## 쩐씨의 선조
쩐 왕조 쩐씨(陳氏)의 선조는 본래 강씨(姜氏)였다. 서주시대 초기, 염제신농씨(炎帝神農氏)의 후손인 강좌(姜佐)가 세운 신국(申國)이 있었고, 그 후손이자 염제신농의 63세 후손인 강신백(姜申伯)이 사씨(謝氏)로 득성하였다. 강신백은 주나라 주려왕의 처남이자, 주선왕의 외삼촌이다. 중국의 모든 사씨는 강성(姜姓)이며, 염제신농씨의 후손이다. 중국 진군(陈郡)지역에 주로 세거하여 진군사씨(陈郡謝氏)가 되었다. 본래 강씨(姜氏)였던 강성 사씨(姜姓謝氏) '사승경(謝升卿)'은 중국 푸젠성에서 안남(베트남)으로 이주하였고, 성을 진씨(陳氏)로 바꿨다. 그의 아들 진경(陳煚)이 베트남 쩐왕조의 개국 황제가 되었다.
베트남으로 이주한 사씨일족은 쩐씨로 개성하여, 홍하(紅河) 하류의 현 남딘성 일대를 근거지로 하는 호족으로, 상업을 주된 경제 기반으로 하고 있었다.

## 생애
1218년 6월 16일(7월 10일), 쩐트어(陳承)의 차남으로 태어났다. 모친은 순자황후(順慈皇后)이다.
1225년 10월, 숙부 쩐투도(陳守度)에 의해서 리 왕조의 여제 소황(昭皇)과 결혼을 하였고, 그해 12월 21일(1226년 1월 10일)에 쩐투토의 선양 요구로 인하여 황제가 되었다. 이 때, 불과 8세였던 꼬마 아이 였고, 실제의 정사는 쩐투도가 맡았다.
성인이 되면서 친정을 하였으며, 친정 시기에 과거 시험을 통한 유능한 인재 등용이나 고등교육기관 국학원(國學院) 설치, 제도(군제, 관제, 법률, 세법)의 정비 등, 베트남 쩐 왕조의 토대를 굳히는 일에 맡았다.
1257년 12월 12일(1258년 1월 17일), 몽골군이 침공해 왔지만, 태종은 스스로 출진하여 몽골군을 격퇴했다.
1258년 2월 24일(3월 30일), 아들 성종(聖宗)에게 양위 하여 태상황(太上皇)이 되었지만, 자신은 더욱 더 실권을 계속 잡았다.
1277년 4월 1일(5월 5일), 태상황이 만수궁(萬壽宮)에서 승하하니 향년 60세(만 58세)이다.

## 존호, 시호, 묘호, 능호
쩐 왕조 개창 시 존호는 계천입극지인창효황제(Khải Thiên Lập Cực Chí Nhân Chương Hiếu Hoàng Đế/啓天立極至仁彰孝皇帝)이고, 재위 중 고친 존호는 통천어극융공후덕현공우순성문신무효원황제(Thống Thiên Ngự Cực Long Công Hậu Đức Hiền Công Hựu Thuận Thánh Văn Thần Vũ Hiếu Nguyên Hoàng Đế/統天御極隆功厚德顯功佑順聖文神武孝元皇帝)이며, 태상황 시절에 받은 존호는 현요성수태상황제(Hiển Nghiêu Thánh Thọ Thái Thượng Hoàng Đế/顯堯聖壽太上皇帝)이다.
시호는 통천어극융공무덕현화우순신문성무원효황제(Thống Thiên Ngự Cực Long Công Mậu Đức Hiển Hòa Hựu Thuận Thần Văn Thánh Vũ Nguyên Hiếu Hoàng Đế/統天御極隆功茂德顯和佑順神文聖武元孝皇帝)이다.
묘호는 태종(Thái Tông/太宗)이며, 능호는 소릉(Chiêu Lăng/昭陵)이다.

## 가족관계

### 조부모와 부모
- 조부 : 원조소황제(Nguyên Tổ Chiêu Hoàng Đế/元祖昭皇帝) 쩐리(Trần Lý/陳李/진리)
- 조모 : 성자황후(Thánh Từ Hoàng Hậu/聖慈皇后)
- 부친 : 태조지효황제(Thái Tổ Chí Hiếu Hoàng Đế/太祖至孝皇帝) 쩐트어(Trần Thừa/陳承)
- 모친 : 순자황후(Thuận Từ Hoàng Hậu/順慈皇后) 레 티 지에우(Lê Thị Diệu/黎氏妙/여씨묘)

### 후비
- 폐후(Phế Hậu/廢后) 리티엔힌(Lý Thiên Hinh/李天馨/이천형)
- 현자순천황후(Hiển Từ Thuận Thiên Hoàng Hậu/顯慈順天皇后) 리 티 오아인(Lý Thị Oanh/李氏鶯/이씨앵)
- 여정현비(Lệ Trinh Nguyên Phi/麗貞元妃) 여씨(Lê Thị/黎氏)
- 혜축부인(Huệ Túc Phu Nhân/惠肅夫人) 황씨(Hoàng Thị/黃氏)
- 서비(Thứ Phi/庶妃) 이씨(Lý Thị/李氏)

### 황자
- 1. 황태자(皇太子) 쩐찐(Trần Trịnh/陳鄭/진정) - 폐후 이씨 소생. 1233년에 태어나고 얼마 못가서 요절함.
- 2. 정국대왕(Tĩnh Quốc Đại Vương/靖國大王) 쩐꾸옥캉(Trần Quốc Khang/陳國康/진국강) (1237년 ~ 1300년) - 현자순천황후 소생.
- 3. 황태자(皇太子) 쩐호앙(Trần Hoảng/陳晃/진황) - 현자순천황후 소생. 제2대 황제 성종(聖宗) 선효황제(宣孝皇帝).
- 4. 소명대왕(Chiêu Minh Đại Vương/昭明大王) 쩐꽝카이(Trần Quang Khải/陳光啓/진광계) (1241년 ~ 1294년) - 현자순천황후 소생.
- 5. 평원왕(Bình Nguyên Vương/平原王) 쩐냣빈(Trần Nhật Vĩnh/陳日永/진일영)
- 6. 무위왕(Vũ Uy Vương/武威王) 쩐주이(Trần Duy/陳維/진유)
- 7. 소도왕(Chiêu Đạo Vương/昭道王) 쩐꽝쓰엉(Trần Quang Xưởng/陳光昶/진광창)
- 8. 소국왕(Chiêu Quốc Vương/昭國王) 쩐잇딱(Trần Ích Tắc/陳益稷/전익직) (1254년 ~ 1329년)
- 9. 소문왕(Chiêu Văn Vương/昭文王) 쩐냣주앗(Trần Nhật Duật/진일율) (1255년 ~ 1330년)
- 10. 명헌왕(Minh Hiến Vương/明憲王) 쩐우엇(Trần Uất/陳蔚/진울)

### 황녀
- 1. 태양공주(Thái Dương Công Chúa/太陽公主)
- 2. 소양공주(Thiều Dương Công Chúa/韶陽公主) 쩐투이(Trần Thúy/陳翠/진취)
- 3. 서보공주(Thụy Bảo Công Chúa/瑞寶公主)
- 4. 안사공주(An Tư Công Chúa/安思公主)

## 기년
| 태종        | 원년            | 2년        | 3년        | 4년        | 5년        | 6년        | 7년                  | 8년                          | 9년        | 10년       |
| ----------- | --------------- | ---------- | ---------- | ---------- | ---------- | ---------- | -------------------- | ---------------------------- | ---------- | ---------- |
| 서력 (西曆) | 1225년          | 1226년     | 1227년     | 1228년     | 1229년     | 1230년     | 1231년               | 1232년                       | 1233년     | 1234년     |
| 간지 (干支) | 을유(乙酉)      | 병술(丙戌) | 정해(丁亥) | 무자(戊子) | 기축(己丑) | 경인(庚寅) | 신묘(辛卯)           | 임진(壬辰)                   | 계사(癸巳) | 갑오(甲午) |
| 연호 (年號) | 건중(建中) 원년 | 2년        | 3년        | 4년        | 5년        | 6년        | 7년                  | 8년 천응정평 (天應政平) 원년 | 2년        | 3년        |
| 태종        | 11년            | 12년       | 13년       | 14년       | 15년       | 16년       | 17년                 | 18년                         | 19년       | 20년       |
| 서력 (西曆) | 1235년          | 1236년     | 1237년     | 1238년     | 1239년     | 1240년     | 1241년               | 1242년                       | 1243년     | 1244년     |
| 간지 (干支) | 을미(乙未)      | 병신(丙申) | 정유(丁酉) | 무술(戊戌) | 기해(己亥) | 경자(庚子) | 신축(辛丑)           | 임인(壬寅)                   | 계묘(癸卯) | 갑진(甲辰) |
| 연호 (年號) | 4년             | 5년        | 6년        | 7년        | 8년        | 9년        | 10년                 | 11년                         | 12년       | 13년       |
| 태종        | 21년            | 22년       | 23년       | 24년       | 25년       | 26년       | 27년                 | 28년                         | 29년       | 30년       |
| 서력 (西曆) | 1245년          | 1246년     | 1247년     | 1248년     | 1249년     | 1250년     | 1251년               | 1252년                       | 1253년     | 1254년     |
| 간지 (干支) | 을사(乙巳)      | 병오(丙午) | 정미(丁未) | 무신(戊申) | 기유(己酉) | 경술(庚戌) | 신해(辛亥)           | 임자(壬子)                   | 계축(癸丑) | 갑인(甲寅) |
| 연호 (年號) | 14년            | 15년       | 16년       | 17년       | 18년       | 19년       | 20년 원풍(元豊) 원년 | 2년                          | 3년        | 4년        |
| 태종        | 31년            | 32년       | 33년       | 34년       |            |            |                      |                              |            |            |
| 서력 (西曆) | 1255년          | 1256년     | 1257년     | 1258년     |            |            |                      |                              |            |            |
| 간지 (干支) | 을묘(乙卯)      | 병진(丙辰) | 정사(丁巳) | 무오(戊午) |            |            |                      |                              |            |            |
| 연호 (年號) | 5년             | 6년        | 7년        | 8년        |            |            |                      |                              |            |            |

| 전임 (소황) | 제1대 대월 쩐 왕조의 황제 1225년 ~ 1258년 | 후임 성종 진황(Trần Hoảng, 陳晃) |